# Shane Watson
Shane Robert Watson (Ipswich, 17 giugno 1981) è un crickettista australiano.